# Цензура у Федеративній Республіці Німеччина
Федеративна Республіка Німеччина гарантує своїм громадянам свободу слова, вираження думки і право на думку відповідно до статті 5 Конституції. Незважаючи на це, цензура різних матеріалів відбувалася після союзницької окупації після Другої світової війни і продовжується в Німеччині в різних формах через обмежувальну положення у статті 5, пункті 2 Конституції. У 2014 році Репортери без кордонів у своєму Індексі свободи преси відзначили Німеччину на 14-ому місці (з 180 країн) у світі за свободою преси. Під час союзницької окупації Німеччини ЗМІ контролювалися окупаційними силами. Раціонали політики відрізнялися серед окупаційних сил, але в багатьох частинах країни було невдоволення в літературних і журналістських колах. Небажані видавничі спроби були односторонньо блоковані окупаційними силами.
Після прийняття німецького Grundgesetz в Німеччині існує два види цензурованих ЗМІ. Перший — це матеріали, які вважаються образливими або німоральними; такі ЗМІ включаються в «Індекс» і обмежуються в їх публікації, а поширення серед неповнолітніх є незаконним. Другий — це матеріали, які вважаються антиконституційними і небезпечними для держави. Основна концепція полягає в «streitbare Demokratie» (самозахист демократії), яка законно перешкоджає зростанню всіх антиконституційних і, отже, недемократичних рухів. ЗМІ, що цікавлять це, заборонені зовсім, і передбачаються кримінальні покарання за порушення. Прикладом є заборона матеріалів, які підтримують Національний соціалізм.

## Окупація союзників
Під час Союзницької окупації Західної Німеччини в роки після Другої світової війни, всі видання підлягали затвердженню з боку Союзників. Хоча не існувало офіційної процедури цензури, Союзники, зокрема американці, ретельно контролювали нову література на предмет вмісту, який вони вважали шкідливим. Симпатія до ідеї нацизму і критика окупації вважались об'єктом цензури. (Див. Денацифікація)
Армія Сполучених Штатів прийняла контроль над німецькими ЗМІ. Дивізія контролю інформацією Армії Сполучених Штатів до липня 1946 року прийняла під свій контроль 37 німецьких газет, 6 радіостанцій, 314 театрів, 642 кінотеатри, 101 журнал, 237 видавців книг та 7 384 книготорговців і друкарів.Генерал-майор Роберт Макклур Основним завданням була демократизація, але в планах також було заборонити будь-яку критику союзницьких окупаційних сил.Лохнер 2. Крім того, 13 травня 1946 року Альянс Контроль Рада видала директиву щодо конфіскації всіх ЗМІ, які могли б сприяти нацизму або мілітаризму. Внаслідок цього було складено список з більше ніж 30 000 назв книг, починаючи від підручників до поезії, які тепер були заборонені. Всі примірники книг зі списку були конфісковані і знищені; володіння книгою зі списку стало кримінальним злочином. Представник Військової Дирекції визнав, що ця команда в принципі не відрізнялася від нацистських книгоспалень.
Цензура в американській зоні була регульована директивою окупації JCS 1067 (чинною до липня 1947 року) та в травні 1946 року наказом, чинним для всіх зон (анульованим у 1950 році), Законом Авторитету Союзників № 4, «№ 4 — Конфіскація літератури та матеріалів нацистського та мілітаристського характеру». Всю конфісковану літературу замість спалювання знищували, роблячи з неї папір. Це також було спрямовано Директивою № 30, «Ліквідація німецьких військових і нацистських пам'ятників та музеїв.» Зроблено виняток для надгробків, «встановлених на місцях загибелі членів регулярних формувань на полі бою.»
Щодо мистецтва, в американській зоні цензура була так само ж важкою, як і для всіх інших ЗМІ; «всі колекції творів мистецтва, пов'язаних або присвячених утриманню німецького мілітаризму чи нацизму, будуть назавжди закриті та взяті під варту». Директиви були дуже широко тлумачені, що призвело до знищення тисяч картин, а ще тисячі були відправлені на зберігання в США. Деякі конфісковані картини, що збереглися під вартою США, включають, наприклад, картину «зображення пари середнього віку, які розмовляють на освітленій сонячною вулицею в маленькому містечку»Програма культурної політики Митці також були обмежені у створенні нового мистецтва; «OMGUS встановлював виражені політичні межі для мистецтва і зображення».Програма культурної політики
Публікація журналу Der Ruf (Запит) була популярною літературною газетою, яка вперше вийшла в 1945 році за редакцією Альфреда Андерша та за редакцією Ганса Вернера Ріхтера. Der Ruf, також відомий як Незалежні сторінки нового покоління, вважав себе метою навчання німецький народ демократії. У 1947 році його видання було заблоковано американськими силами за надто критичне ставлення до окупаційної влади. Ріхтер намагався опублікувати багато спірних статей у виданні з назвою Der Skorpion (Скорпіон). Окупаційна влада заблокувала видання Der Skorpion перед його початком, стверджуючи, що том був занадто «нігілістичним».
Публікація Der Ruf була відновлена в 1948 році під новим видавцем, але Der Skorpion був заблокований і не був широко розповсюджений. Не здатний опублікувати свої твори, Ріхтер заснував Групу 47.
Витрати Союзників на окупацію були спрямовані на оплату німецького народу. Газета, яка розкрила, що ці витрати включали в себе, наприклад, витрати на тридцять тисяч брасів, була заборонена окупаційними владами за розкриття цієї інформації.

## Конституційний захист
У травні 1949 року було прийнято основний закон Німеччини, нову конституцію, і контроль над Західною Німеччиною офіційно перейшов до німецьких рук. Свобода виразу надається статтею 5 з певними обмеженнями:
1. Кожна особа має право вільно висловлювати та розповсюджувати свої думки у вигляді усної мови, письма та зображень та інформуватися без перешкод з загальнодоступних джерел. Свобода преси та свобода інформування через радіомовлення і кіно гарантується. Цензури не буде.
2. Ці права знаходитимуть свої межі у положеннях загальних законів, у положеннях щодо захисту молоді та у праві на особисту гідність.
3. Мистецтво та наука, дослідження та навчання будуть вільними. Свобода викладання не звільняє жодну особу від відданості конституції.

## Основні закони
Найважливіші та іноді контроверсійні закони, які обмежують свободу слова та свободу преси, можна знайти в Кримінальному кодексі:
- Образа покарано за розділом 185. Сатира та подібні форми мистецтва мають більше свободи, але повинні поважати гідність людини (стаття 1 Основного закону).
- Зловісні чутки та Дифамація (розділ 186 і 187). Висловлювання про факти (на відміну від особистого судження) дозволяються, якщо вони правдиві і можуть бути доведені. Однак журналісти вільні розслідувати без доказів, оскільки їх виправдовують Захист законних інтересів (розділ 193).
- Збройний мовний напад або «заклик до популярної ненависті» (Volksverhetzung) може бути покарано, якщо він спрямований проти частин населення і способом, здатним порушити громадський спокій (розділ 130 Збудження народу), включаючи расистську агітацію та антисемітизм.
- Заперечення Голокосту покаране відповідно до підрозділу 3 розділу 130.
- Розповсюдження засобів пропаганди неконституційних організацій (розділ 86).
- Використання символів неконституційних організацій (розділ 86а), таких як Свастика.
- Погіршення статусу
  - президента федерального (розділ 90).
  - держави та її символів (розділ 90а).
- Винагорода та затвердження злочинів (розділ 140).
- Кидання недостовірних підозр (розділ 164).
- Богохульство в розумінні Оскорблення вір і релігійних громад і організацій, присвячених філософії життя, якщо вони можуть порушити громадський спокій (розділ 166)

- Розповсюдження порнографічних рукописів (розділ 184).
  - з насильством чи тваринами (розділ 184а).
  - з участю неповнолітніх (розділ 184b та 184c).
- Розповсюдження рукописів, що зображують жорстокі чи іншим чином нелюдські акти насильства способом, що обговорюється, прославляють або інакше порушують гідність людини (розділ 131).

Збори на відкритому повітрі не потребують дозволу, але (загалом) потребують попереднього повідомлення органам влади. Збори можуть бути заборонені, у кожному окремому випадку, на меморіальних об'єктах або якщо вони становлять загрозу громадському порядку або безпеці. Право на збори може бути анульоване, якщо воно використовується для боротьби проти ліберального демократичного ладу; партії та інші організації, які заборонені, не користуються цим правом. Рішення у справі Love Parade (1 BvQ 28/01 та 1 BvQ 30/01 від 12 липня 2001 року) визначило, що для того, щоб збір був захищений, він повинен відповідати концепції зборів-конституції або так званої вузької концепції зборів, за якої учасники зборів повинні переслідувати спільну мету, яка є загальним інтересом.

## Індекс шкідливих матеріалів
Положення 2 статті 5 Основного закону дало можливість створення Федерального відділу екзаменації для матеріалів, шкідливих для молоді. Відділ відповідає за підтримання Індексу шкідливих матеріалів. Матеріали, які перебувають у Індексі, суворо обмежені в продажу та поширенні: їх не можна продавати поштою, і багато матеріалів можна продавати тільки «під лічильником». Хоча їхню рекламу та маркетинг загалом цензурують, самі публікації таким чином не цензуруються.
Предмети у Індексі включають порнографія, графічні матеріали, які прославляють війну та насильство, матеріали, вважаються антиконституційними (наприклад, твори Фракції червоної армії), і матеріали, ймовірно, або призначені для виклику ненависті.
Це призвело до того, що Німеччина відома через надмірну цензуру відеоігор та анімації. У грах, таких як Soldier of Fortune, Half-Life, Team Fortress і Turok: Dinosaur Hunter персонажі були перетворені на роботів, а в Command and Conquer: Generals портрети генералів, які є фотографіями реальних акторів, були перетворені на роботів, а одиниця для смерті вибухом була перетворена на вибуховий пристрій на колесах. У інших, таких як Grand Theft Auto, була видалена кров та інші режими гри.
Матеріал, який вважається неконституційним, також розглядається Федеральним агентством зі захисту конституції і може бути передано до суду. Верфассунгсхутц часто діє через «V-Männer» (колокв. абревіатура для «Verbindungsmänner», буквально «зв'язкові чоловіки» — набраних членів неконституційних груп, які працюють під прикриттям для держави), які ведуть слід за неконституційними політичними рухами та їхніми проектами та протидіють їм.
Ця концепція «streitbare Demokratie» (самозахисна демократія) розроблена як відповідь на підйом NSDAP, а також КПН, які перетворили демократичну Веймарську республіку в нацистський режим.

## Антиконституційна діяльність
Німецькі гарантії свободи ідей та виразу перевершуються різними положеннями проти «антиконституційної» (verfassungsfeindlich) політики. На практиці заборона «антиконституційної» політики спрямована на дві основні категорії: нацизм (включаючи неонацизм) і комунізм. У Щорічному звіті про захист конституції ці категорії обговорюються в основних розділах про екстремізм правого та лівого спрямування відповідно. Крім того, Саєнтологія та деякі інші групи включені в число «антиконституційних.»

### Комунізм
Під час Холодної війни в Федеративній Республіці Німеччина найбільший акцент у боротьбі проти «антиконституційних» дій був на спрямовані комуністичну підвернення; найважливіше, це призвело до заборони Комуністична партія Німеччини як антиконституційної у 1956 році, а також заборони або контролю над кількома іншими комуністичними або лівими організаціями. Кілька лівих організацій та їх видання слідкуються Федеральним бюро зі захисту конституції як «антиконституційні». Крім того, прапор і інші символи Німецької Демократичної Республіки з сокирою і серпом були заборонені як антиконституційні; в Федеративній Республіці Німеччина прапор НДР розглядався як прапор сепаратизму.

### Нацистська Національна Соціалістична партія
National Socialism заборонена в Німеччині як антиконституційна; створювати чи бути членом партії нацистів є незаконним. Будь-яка партія, яка вважається націонал-соціалістичною, може бути заборонена Бундесверфассунгсгеріхт, найвищим судом Німеччини. Також видання, що підтримують такі групи, автоматично розміщуються в Індексі, і деякі з них можуть бути заборонені.
Матеріали, які виражають співчуття націонал-соціалізму, однак, є більш складною справою. Зазвичай друк цих матеріалів не вважається членством в націонал-соціалістичній організації і, отже, дозволено. Ці матеріали майже завжди розміщуються в Індексі.
Кримінальне право також забороняє символи, які сильно асоціюються з партією нацистів (наприклад, Свастіка) чи які часто використовуються наступницькими організаціями неонацистів чи расистськими організаціями взагалі.
Є дискусія про те, чи є німецька НДП націонал-соціалістичною і були спроби її заборонити.

#### Mein Kampf
Друк та публічний розповсюдження книги Гітлера Mein Kampf не дозволяло правовласнику, штату Баварія, який придбав права на книгу після смерті Гітлера у 1945 році, оскільки це було місцем його офіційного проживання. Авторські права закінчилися у кінці 2015 року. Дозволяється приватна власність та торгівля, поки вони не «сприяють ненависті чи війні». Менш відому «Second Book» можна легально друкувати і розповсюджувати, але вона також включена в Індекс.

#### Заперечення Голокосту
Заперечення Голокосту є злочином у Німеччині. § 130(3) StGB (німецький кримінальний кодекс) визначає:
Той, хто публічно або в громаді схвалює, заперечує чи незначущим чином представляє геноцид, вчинений під режимом націонал-соціалізму, таким, що може спричинити громадський порядок, підлягає покаранню у вигляді позбавлення волі до 5 років або грошового штрафу.
Винних у запереченні Голокосту можуть судити у відсутності і оголосити persona non grata, позбавивши можливості в'їзду в країну. Договори про екстрадицію, що стосуються заперечення Голокосту, підлягають проханням про політичний притулок, але особу, якій було заборонено в'їзд до Німеччини, можуть негайно арештувати, якщо вона в'їжджає в Німеччину. Крім того, німецький ордер на арешт на підставі заперечення Голокосту вважається виконуваним в багатьох країнах ЄС, таким чином, в'їзд заперечників Голокосту в будь-яку країну ЄС може призвести до арешту і екстрадиції в Німеччину (чи в іншу країну, де заперечення Голокосту є злочином, таку як Австрія, і яка видала ордер на арешт).
Серед тих, хто був звинувачений у запереченні Голокосту в Німеччині, наступні:
- Девід Ірвінг, якому було оголошено persona non grata і який не повернувся до Німеччини;
- Гермар Рудольф, якому було призначено в'язницю, але він втік від юрисдикції; його депортували зі Сполучених Штатів у 2005 році;
- Ернст Цюндель, якому було призначено п'ятирічне ув'язнення 15 лютого 2007 року в Німеччині,
- Фредерік Тьобен, громадянин Австралії, який мав побачення з німецьким прокурором у Мангеймі, з яким він хотів обговорити заперечення Голокосту; після розмови з прокурором Тобену був пред'явлений ордер на арешт, який прокурор вже завчасно отримав. Німецький суд призначив йому тюремний строк у 10 місяців.